# Pavel Cebanu
Pavel Cebanu (né le 28 mars 1955 à Reni en Union soviétique) est le président de la Fédération de Moldavie de football depuis le 1er janvier 1997.

## Biographie
Son fils Ilie Cebanu est gardien de but moldave.
En novembre 2003, lors de la célébration du jubilé de l'UEFA, il est nommé Joueur en or de Moldavie par la Fédération de Moldavie de football.

## Statistiques
| Saison                | Club                  | Championnat           | Championnat | Championnat | Coupe(s) nationale(s) | Coupe(s) nationale(s) | Total | Total |
| Saison                | Club                  | Division              | M.          | B.          | M.                    | B.                    | M.    | B.    |
| 1973                  | Nistru Kichinev       | D2                    | 4           | 0           | -                     | -                     | 4     | 0     |
| 1974                  | Nistru Kichinev       | D1                    | 3           | 1           | -                     | -                     | 3     | 1     |
| 1975                  | Nistru Kichinev       | D2                    | 32          | 1           | 1                     | 0                     | 33    | 1     |
| 1976                  | Nistru Kichinev       | D2                    | 33          | 3           | 1                     | 0                     | 34    | 3     |
| 1977                  | Nistru Kichinev       | D2                    | 36          | 6           | 2                     | 0                     | 38    | 6     |
| 1978                  | Nistru Kichinev       | D2                    | 22          | 2           | 4                     | 0                     | 26    | 2     |
| 1979                  | Nistru Kichinev       | D2                    | 45          | 6           | 3                     | 0                     | 48    | 6     |
| 1980                  | Nistru Kichinev       | D2                    | 44          | 12          | 6                     | 0                     | 50    | 12    |
| 1981                  | Nistru Kichinev       | D2                    | 40          | 6           | 5                     | 0                     | 45    | 6     |
| 1982                  | Nistru Kichinev       | D2                    | 42          | 5           | 4                     | 0                     | 46    | 5     |
| 1983                  | Nistru Kichinev       | D1                    | 6           | 0           | -                     | -                     | 6     | 0     |
| 1984                  | Nistru Kichinev       | D2                    | 29          | 4           | 2                     | 0                     | 31    | 4     |
| 1985                  | Nistru Kichinev       | D2                    | 7           | 0           | -                     | -                     | 7     | 0     |
| Total sur la carrière | Total sur la carrière | Total sur la carrière | 343         | 46          | 28                    | 0                     | 371   | 46    |